# Prosopocera raffrayi
Prosopocera raffrayi är en skalbaggsart som beskrevs av Thomson 1878. Prosopocera raffrayi ingår i släktet Prosopocera och familjen långhorningar. Inga underarter finns listade i Catalogue of Life.